# Stadsgerilla
Stadsgerilla är ett begrepp som syftar på gerillakrigföring i stadsmiljö, till skillnad från den landsbygdsmiljö som gerillor vanligtvis är verksamma inom. Begreppet utvecklades främst av den brasilianske revolutionären och teoretikern Carlos Marighella. Hans teorier influerade bland annat tyska Röda armé-fraktionen och Tupamarosrörelsen i Uruguay.
Stadsgerilla definieras i boken "Minimanual för stadsgerilla" som en revolutionär soldat verksam i stadsmiljön, vars syfte och mål är desamma som för landsortsgerillan men vars metoder och miljö skiljer sig från dennes. Stadsgerillans taktik sammanfattas på samma vis som landsortsgerillans, med fokus på decentraliserad organisation, attacker mot resurser och organisation hos fienden snarare än direkt konfrontation, och ett utnyttjande av lokalkännedom om terräng och civilbefolkning. Marighella uttrycker att stadsgerillan måste vara flexibel, mobil och nyttja sin list och information för att väga upp sin brist på beväpning, antal eller förnödenheter. 
Marighellas stadsgerilla är sprungen ur en marxistisk revolutionär konflikt i 60-talets Brasilien, men hans idéer och tankar är applicerbara på all form av decentraliserad gerillaverksamhet, då såväl definitioner som tillvägagångssätt är oberoende av gerillans målbild politiskt, utan är att betrakta som en rent militärstrategisk organisationsmetod.

## Källhänvisningar
1. ↑  http://www.marxists.org/archive/marighella-carlos/1969/06/minimanual-urban-guerrilla/ch02.htm